# Дождёвки
Дождёвки, или кроволизы (лат. Haematopota), — род слепней из подсемейства Tabaninae, насчитывающий более 500 видов. Встречаются в Евразии, Африке и Северной Америке, отсутствует в Австралии и Южной Америке.

## Внешнее строение
Небольшие мухи от 6 до 13 мм, с узким темно-серым телом. Глаза покрыты короткими волосками, с волнистыми поперечными полосками. Усики длиннее головы. Хоботок короткий. Крылья со светлым сетчатым «мраморным» рисунком, в покое скрадываются кровлеобразно. Тело личинки цилиндрическое, беловато-желтоватого цвета до 22 мм. Дыхательная трубка короткая.

## Биология
Самки нападают бесшумно и могут проявлять активность даже в пасмурную погоду в отличие от других слепней. Яйцекладка серая или светло-серая с желтоватым оттенком, одно или двухслойная, в виде полоски или двух частей, содержит около 150 яиц. Развитие яиц у некоторых видов может происходить автогенно, то есть для развития первой партии отложенных яиц не требуется кровососания. Личинки — хищники, развиваются по берегам лесных ручьев и речек, на низинных болотах, в почве переувлажнённых лесов и пойменных лугов.  

## Эпидемическое значение
Слепни рода Haematopota являются переносчиками целого ряда инфекционных и паразитарных заболеваний человека и животных, в частности инфекционной анемии лошадей, болезни Вейля-Васильева, туляремии, сибирской язвы.

## Некоторые виды
Обширный род, насчитывающий более 500 видов. В приводимом ниже списке русские названия указаны по Н. Г. Олсуфьеву:
- Haematopota americana  Osten Sacken, 1875
- Haematopota bigoti Gobert, 1880
- Haematopota champlaini (Philip, 1953)
- Дождёвка каспийская (Haematopota caspica Abbassian-Lintzen, 1960)
- Дождёвка черноусая (Haematopota crassicornis  Wahlberg, 1848)
- Дождёвка степная (Haematopota desertorum Szilády, 1923 )
- Дождёвка большая (Haematopota grandis Meigen, 1820)
- Дождёвка западная (Haematopota italica Meigen, 1804)
- Дождёвка длинноусая (Haematopota longeantennata  (Olsufjev, 1937))
- Дождёвка обыкновенная (Haematopota pluvialis (Linnaeus 1758))
- Дождёвка бледная (Haematopota pallens Loew, 1870)
- Дождёвка ранняя (Haematopota pallidula  (Kröber, 1922))
- Дождёвка Павловского (Haematopota pavlovskii Hauser, 1960)
- Haematopota pseudolusitanica Szilady, 1923
- Haematopota punctulata Macquart, 1838
- Haematopota rara Johnson, 1912
- Дождёвка Тамерлана (Haematopota tamerlani Szilády, 1923)
- Дождёвка туркестанская (Haematopota turkestanica  Kröber, 1922)
- Дождёвка горная (Haematopota scutellata (Olsufjev, Moucha & Chvala, 1964))
- Дождёвка Штакельберга (Haematopota stackelbergi Olsufjev, 1967)
- Дождёвка светлая (Haematopota subcylindrica Pandellé, 1883)
- Haematopota willistoni (Philip, 1953)

## Палеонтология
Единственный ископаемый представитель рода Haematopota pinicola Stuckenberg, 1975 найден в янтаре голоценового возраста в Танзании.